# Arany Hajnal
Az Arany Hajnal (görögül: Χρυσή Αυγή, Hriszí Avjí) radikális jobboldali párt Görögországban, melyet Nikólaosz Mihaloliákosz alapított 1993. november 1-jén és azóta kis csoportból nagy, országos támogatottsággal rendelkező párttá vált. Elemzők és a média neonáciként írják le a pártot, ők azonban ezt visszautasítják. Azonban jelképeik között használják a nemzetiszocialista szimbólumokat és a múltban többször dicsérték a Harmadik Birodalom vezetőit.
Mihaloliákosz az 1980-as években kezdte el a párt szervezését, amely 1991-ben kapott először széles körű figyelmet és 1993-ban került bejegyzésre politikai pártként. 2005-ben időlegesen beszüntette működését és a Hazafias Szövetségbe olvadt. Amikor Mihaloliákosz megvonta a támogatását, a Szövetség működése szűnt meg. 2007 márciusában került sor a párt 6. kongresszusára, ahol a pártvezetés bejelentette, hogy folytatják politikai aktivitásukat. A 2010-es görög helyhatósági választáson a párt Athén környékén a szavazatok 5,3%-át szerezte meg, így egy helyet szerzett a Városi Tanácsban. Némelyik környéken, ahol sok bevándorló él, a támogatottsága a 20%-ot is elérte.
A 2012-es májusi parlamenti választáson a párt kampánya a munkanélküliség, a gazdaság és a megszorítások közötti aggodalmakra épült, valamint maró bevándorlásellenességre, ami a támogatottságuk jelentős növekedését eredményezte. A szavazatok 7%-át megszerezve első alkalommal tudtak bekerülni a görög parlamentbe, és 21 képviselői helyet szereztek meg a 200-ból. A júniusi második parlamenti választáson ez az eredmény némileg romlott, és 18 képviselői helyet tudtak megszerezni.

## Története

### Bűnszervezetté minősítése
2020. október 7-én, miután Mihaloliákoszt és hat társát bűnszervezet vezetése miatt ítéltek el, az Arany Hajnal hivatalosan is ilyen szervezetnek minősül. A további 61 vádlottat bűnszervezetben való részvétel miatt találták bűnösnek.

## Választási eredmények

### Görög Parlament
| Év               | Szavazatok | %   | Mandátumok | Státusz       | Miniszterelnök-jelölt   |
| ---------------- | ---------- | --- | ---------- | ------------- | ----------------------- |
| 1996             | 4,537      | 0.1 | 0 / 300    | Nem jutott be | Nikólaosz Mihaloliákosz |
| 2009             | 19,636     | 0.3 | 0 / 300    | Nem jutott be | Nikólaosz Mihaloliákosz |
| 2012. május      | 440,966    | 7.0 | 21 / 300   | Ellenzék      | Nikólaosz Mihaloliákosz |
| 2012. június     | 426,025    | 6.9 | 18 / 300   | Ellenzék      | Nikólaosz Mihaloliákosz |
| 2015. január     | 388,387    | 6.3 | 17 / 300   | Ellenzék      | Nikólaosz Mihaloliákosz |
| 2015. szeptember | 379,581    | 7.0 | 18 / 300   | Ellenzék      | Nikólaosz Mihaloliákosz |
| 2019             | 165 709    | 2.9 | 0 / 300    | Nem jutott be | Nikólaosz Mihaloliákosz |

### Európai Parlamenti választások
| Év   | Szavazatok | %   | Mandátumok | Listavezető             |
| ---- | ---------- | --- | ---------- | ----------------------- |
| 1994 | 7,242      | 0.1 | 0 / 25     | Nikólaosz Mihaloliákosz |
| 2009 | 23,566     | 0.5 | 0 / 22     | Nikólaosz Mihaloliákosz |
| 2014 | 536,913    | 9.4 | 3 / 21     | Nikólaosz Mihaloliákosz |
| 2019 | 275,821    | 4,9 | 2 / 21     | Nikólaosz Mihaloliákosz |

## Fordítás
Ez a szócikk részben vagy egészben  a   Golden Dawn (political party) című angol Wikipédia-szócikk fordításán alapul.  Az eredeti cikk szerkesztőit annak laptörténete sorolja fel. Ez a jelzés csupán a megfogalmazás eredetét és a szerzői jogokat jelzi, nem szolgál a cikkben szereplő információk forrásmegjelöléseként.